# عملية عسكرية في العمق

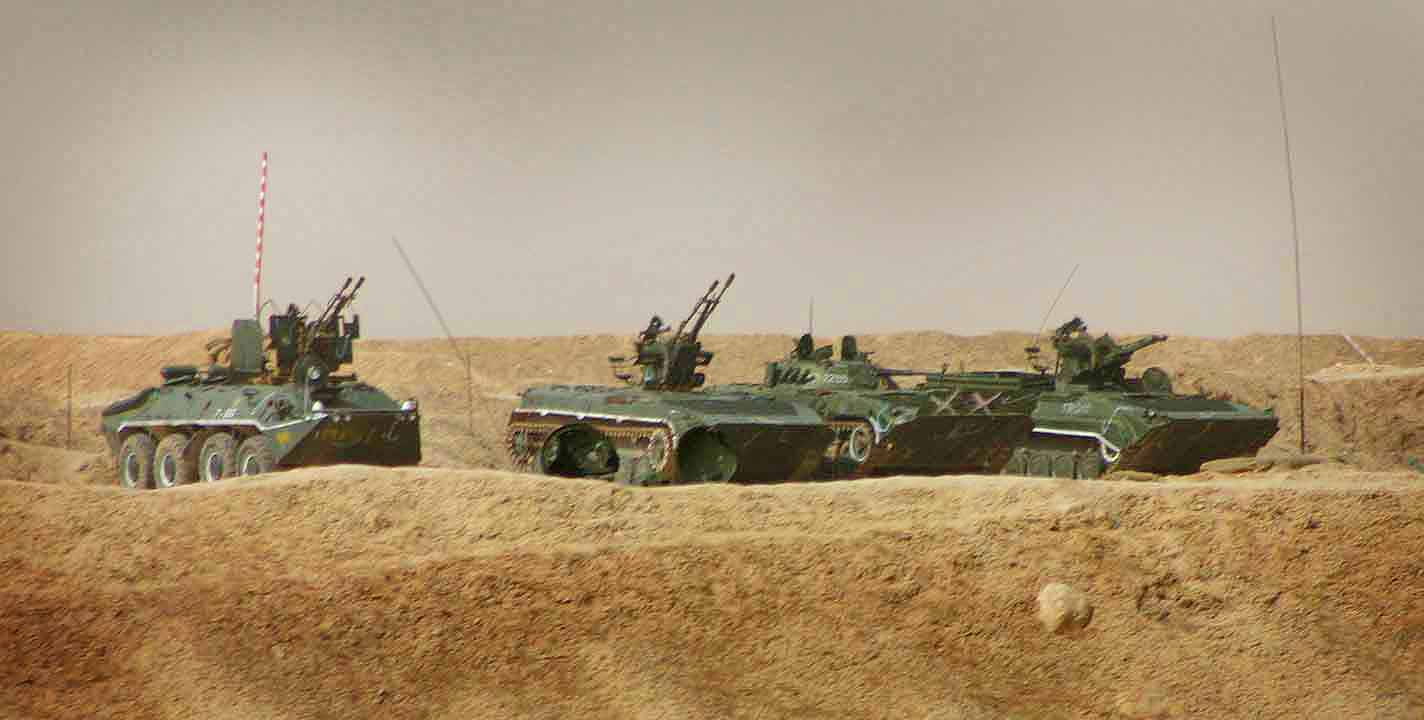

العملية العسكرية في العمق المعروفة أيضًا باسم المعركة السوفيتية في العمق، كانت نظرية عسكرية طورها الاتحاد السوفيتي لقواته المسلحة في أثناء عشرينيات وثلاثينيات القرن العشرين. كانت عقيدة عسكرية تفضِّل تدمير قوات العدو أو كبحها أو إخلال تنظيمها، في خط المواجهة، وفي عمق ميدان المعركة أيضًا. 
يرجع أصل المصطلح إلى الكاتب العسكري فلاديمير ترياندافيلوف، الذي عمل مع آخرين للتفكير في استراتيجية عسكرية لها مستوى تنفيذي حربي مميز وتكتيكات عسكرية مميزة. كان مفهوم العملية العسكرية في العمق إستراتيجية قومية، صُممت لتحسين وضع الاتحاد السوفيتي الاقتصادي والثقافي والجيوسياسي. ركزت القيادة السوفيتية، بعد الهزائم المتعددة في الحرب الروسية اليابانية والحرب العالمية الأولى والحرب البولندية السوفيتية، على تطوير مناهج جديدة لتنفيذ الحرب. أخذت هذه المقاربة الجديدة في الحسبان الاستراتيجيات العسكرية والتكتيكات، ولكنها قدمت مستوى وسيطًا جديدًا من الفنون العسكرية: العملية العسكرية. كان الاتحاد السوفيتي أول دولة تميز رسميًا المستوى الثالث من التفكير العسكري بعد الاستراتيجية والتكتيك.
طور الاتحاد السوفيتي مفهوم العملية في العمق باستخدام هذه النماذج، وبحلول عام 1936 أصبح المفهوم جزءًا من التنظيمات الميدانية للجيش الأحمر. تنطوي العملية في العمق على مرحلتين: معركة تكتيكية في العمق، تتبعها مرحلة استغلال النجاح التكتيكي، المعروفة بمصطلح العمليات القتالية في العمق. تهدف العملية العسكرية في العمق إلى تحطيم خطوط دفاع العدو، أو مناطقه التكتيكية، عبر هجوم الجمع بين الأسلحة، متبوعًا بعمليات متحركة لاستغلال العمق الاستراتيجي لجبهة العدو. يكمن هدف العملية في العمق في إلحاق هزيمة استراتيجية حاسمة بقدرات العدو اللوجستية، وتعسير الدفاع على جبهة العدو. تؤكد العملية العسكرية في العمق على الجمع بين الأسلحة على كافة المستويات: الاستراتيجية والتنفيذية والتكتيكية، وذلك على عكس غيرها من النظريات العسكرية.

## نبذة تاريخية

### قبل المعركة في العمق
تغير التفكير العسكري الروسي على مدار ثلاثة قرون قبل عشرينيات القرن العشرين. حافظت الإمبراطورية الروسية على نهجها مع أعدائها وحلفائها، وأدت جيدًا في الصراعات الرئيسة خلال القرن التاسع عشر. وبالرغم من بعض الانتصارات في الحروب النابليونية (1803-1815)، وفي عدد من الحروب الروسية العثمانية، هُزمت روسيا في حرب القرم (1853-1856)، وهُزمت في الحرب الروسية اليابانية (1904-1905) والحرب العالمية الأولى (1914-1918)، مع سلسلة من الهزائم السوفيتية على يد بولندا في الحرب البولندية السوفيتية (1919-1921)، أبرزت تلك الهزائم وضاعة المنهجية الروسية في التنظيم والتدريب.
سعى نظام البلاشفة الجديد إلى تأسيس النظام العسكري الجديد بعد انتصاره في الثورة الروسية عام 1917، ليعكس هذا النظام الجديد الروح الثورية البلشفية. دمج الجيش الأحمر (المؤسس في عام 1918) بين المنهجيات القديمة والحديثة. استمرت الدولة في الاعتماد على مخزونها الهائل من القوة البشرية، وضِع البرنامج السوفيتي الجديد لتطوير الصناعات الثقيلة، وبدأ في 1929، ليرفع مستوى صناعة الأسلحة السوفيتية إلى مستوى الدول الأوروبية. توجه انتباه السوفيت بعد تحقيق ذلك إلى حل المشكلات العسكرية، خاصة مشكلة الحركية العملياتية.
كان ألكساندر سفيشين (1878-1938) وميخائيل فرونز (1855-1925) وميخائيل توخاتشيفسكي (1893-1937) من المدافعين الأوليين عن هذا التطور. ودعموا تطورات المجتمعات العلمية العسكرية، وأقاموا مجموعات من الضباط الموهوبين. دخل عدد من هؤلاء الضباط في الأكاديمية العسكرية السوفيتية أثناء تبوء توخاتشيفسكي قيادته بين عامي 1921-1922. جاء آخرون لاحقًا، خاصة نيقولاي فارفولوميف (1890-1939)، وفلاديمير ترياندافيلوف (1894-1931)، الذي شارك بمساهمات مهمة لاستخدام التكنولوجيا في العمليات الهجومية في العمق.